# Last Exit to Brooklyn
Last Exit to Brooklyn – album z muzyką skomponowaną przez Marka Knopflera do filmu Przeklęty Brooklyn (Last Exit to Brooklyn).

## Lista utworów
1. Last Exit to Brooklyn
2. Victims
3. Think Fast
4. A Love Idea
5. Tralala
6. Riot
7. The Reckoning
8. As Low As It Gets
9. Finale - Last Exit to Brooklyn